# Terremoto di Haicheng del 1975
Il terremoto di Haicheng (magnitudo 7.3 della scala Richter) avvenne nella regione del Liaoning (Cina) il 4 febbraio 1975 alle ore 19:36 CST. Viene citato come il primo terremoto realmente previsto, al punto che si presero provvedimenti preventivi di evacuazione della città, che a quel tempo aveva circa un milione di abitanti. Si stima che l'allarme abbia salvato la vita di circa 150.000 persone, limitando così i danni; i morti furono comunque oltre un migliaio.
Secondo la versione iniziale delle autorità cinesi, la decisione di evacuare la regione fu presa dopo l'osservazione da parte dei sismologi di alcuni segnali ritenuti premonitori di scosse sismiche: spostamento degli equilibri della falda idrica, deformazioni geodetiche, comportamenti anomali di gatti ed altri animali domestici nei giorni precedenti la scossa. In seguito, dalla lettura di documenti declassificati risultò che in realtà molto importante fu la registrazione di una serie di piccole scosse premonitrici, impercettibili ai soli sensi umani, da parte di strumenti scientifici che permisero quindi di dare l'allarme sismico.